# Championnat européen des nations de rugby à XV 1999-2000
Navigation
Trophée européen FIRA 1998-1999 Championnat 2000-2002
Le Championnat européen international de rugby à XV 1999-2000 est une compétition qui réunit les nations de la FIRA–AER qui ne participent pas au Tournoi des Cinq Nations et préparent le second tour des qualifications à la coupe du monde. C'est la première édition de la compétition sous cette appellation, disputée auparavant sous le nom de Tournoi européen FIRA.
La compétition se disputent sous forme de mini-championnat où chaque équipe rencontre une fois chacun de ses adversaires. L'équipe classée première à l'issue de la compétition est déclarée vainqueur. C'est l'équipe de Roumanie qui remporte la compétition. La Russie vainqueur de la division 2 est promue en division 1 pour la saison suivante. Aucune équipe n'est reléguée pour passer à une division A à six équipes (le Maroc ne participant pas aux éditions suivantes).

## Équipes participantes
Division A
- Espagne
- Géorgie
- Maroc
- Pays-Bas
- Portugal
- Roumanie

| Division B - Russie - Croatie - Ukraine - Danemark - Allemagne |

| Division C - République tchèque - Pologne - Lettonie - Suisse - Belgique |

| Division D1 - Slovénie - Andorre - Hongrie - Monaco - Autriche | Division D2 - Serbie et Monténégro - Moldavie - Israël - Bulgarie - Bosnie-Herzégovine | Division D3 - Suède - Luxembourg - Lituanie - Norvège |

## Division A

### Classement
| Rang | Pays     | J | V | N | D | Pm  | Pe  | Diff | Pts |
| ---- | -------- | - | - | - | - | --- | --- | ---- | --- |
| 1    | Roumanie | 5 | 4 | 0 | 1 | 130 | 57  | +73  | 13  |
| 3    | Géorgie  | 5 | 3 | 0 | 2 | 145 | 105 | +40  | 11  |
| 3    | Maroc    | 5 | 3 | 0 | 2 | 94  | 69  | +25  | 11  |
| 2    | Espagne  | 5 | 2 | 0 | 3 | 109 | 105 | +4   | 9   |
| 5    | Portugal | 5 | 2 | 0 | 3 | 74  | 100 | -26  | 9   |
| 4    | Pays-Bas | 5 | 1 | 0 | 4 | 52  | 168 | -116 | 7   |

### Matchs joués
| 6 février 2000 | Maroc | 18 - 10 | Roumanie | Stade du COC, Casablanca |
| 6 février 2000 |       |         |          | Stade du COC, Casablanca |
| 6 février 2000 |       |         |          | Stade du COC, Casablanca |

| 6 février 2000 | Espagne | 33 – 8 | Pays-Bas | Palma de Majorque Arbitre : Faccioli |
| 6 février 2000 |         |        |          | Palma de Majorque Arbitre : Faccioli |
| 6 février 2000 |         |        |          | Palma de Majorque Arbitre : Faccioli |

| 20 février 2000 | Géorgie | 20 – 10 | Maroc | Saint-Gaudens Arbitre : Jean-Pierre Matheu |
| 20 février 2000 |         |         |       | Saint-Gaudens Arbitre : Jean-Pierre Matheu |
| 20 février 2000 |         |         |       | Saint-Gaudens Arbitre : Jean-Pierre Matheu |

| 6 février 2000 | Portugal | 30 – 32 | Géorgie | Lisbonne Arbitre : Pellaprat |
| 6 février 2000 |          |         |         | Lisbonne Arbitre : Pellaprat |
| 6 février 2000 |          |         |         | Lisbonne Arbitre : Pellaprat |

| 20 février 2000 | Pays-Bas | 10 – 39 (10 - 10) | Roumanie | Amsterdam |
| 20 février 2000 |          |                   |          | Amsterdam |
| 20 février 2000 |          |                   |          | Amsterdam |

| 20 février 2000 | Portugal | 21 – 19 | Espagne | Lisbonne Arbitre : D. Gillet |
| 20 février 2000 |          |         |         | Lisbonne Arbitre : D. Gillet |
| 20 février 2000 |          |         |         | Lisbonne Arbitre : D. Gillet |

| 5 mars 2000 | Roumanie | 33 – 3 (20 - 0) | Portugal | Bucarest 5,000 spectateurs Arbitre : D. Dartigeas |
| 5 mars 2000 |          |                 |          | Bucarest 5,000 spectateurs Arbitre : D. Dartigeas |
| 5 mars 2000 |          |                 |          | Bucarest 5,000 spectateurs Arbitre : D. Dartigeas |

| 4 mars 2000 | Pays-Bas | 15 – 44 | Maroc | Amsterdam |
| 4 mars 2000 |          |         |       | Amsterdam |
| 4 mars 2000 |          |         |       | Amsterdam |

| 4 mars 2000 | Espagne | 36 – 32 | Géorgie | Madrid Arbitre : Giacomel |
| 4 mars 2000 |         |         |         | Madrid Arbitre : Giacomel |
| 4 mars 2000 |         |         |         | Madrid Arbitre : Giacomel |

| 19 mars 2000 | Géorgie | 41 – 6 | Pays-Bas | Tbilissi Arbitre : De Falco |
| 19 mars 2000 |         |        |          | Tbilissi Arbitre : De Falco |
| 19 mars 2000 |         |        |          | Tbilissi Arbitre : De Falco |

| 19 mars 2000 | Roumanie | 25 – 6 (18 - 6) | Espagne | Bucarest 500 spectateurs Arbitre : G. Morandin |
| 19 mars 2000 |          |                 |         | Bucarest 500 spectateurs Arbitre : G. Morandin |
| 19 mars 2000 |          |                 |         | Bucarest 500 spectateurs Arbitre : G. Morandin |

| 19 mars 2000 | Portugal | 9 – 3 | Maroc | Lisbonne Arbitre : Johan Meersman |
| 19 mars 2000 |          |       |       | Lisbonne Arbitre : Johan Meersman |
| 19 mars 2000 |          |       |       | Lisbonne Arbitre : Johan Meersman |

| 2 avril 2000 | Géorgie | 20 - 23 (6 - 13) | Roumanie | Tbilissi 35,000 spectateurs Arbitre : A. Pruvot |
| 2 avril 2000 |         |                  |          | Tbilissi 35,000 spectateurs Arbitre : A. Pruvot |
| 2 avril 2000 |         |                  |          | Tbilissi 35,000 spectateurs Arbitre : A. Pruvot |

| 2 avril 2000 | Espagne | 15 – 19 (15 - 7) | Maroc | Albacete |
| 2 avril 2000 |         |                  |       | Albacete |
| 2 avril 2000 |         |                  |       | Albacete |

| 2 avril 2000 | Pays-Bas | 13 – 11 | Portugal | Amsterdam Arbitre : Schauder |
| 2 avril 2000 |          |         |          | Amsterdam Arbitre : Schauder |
| 2 avril 2000 |          |         |          | Amsterdam Arbitre : Schauder |

## Division B

### Classement
| Rang | Pays      | J | V | N | D | Pm  | Pe  | Diff | Pts |
| ---- | --------- | - | - | - | - | --- | --- | ---- | --- |
| 1    | Russie    | 4 | 4 | 0 | 0 | 267 | 18  | +249 | 12  |
| 2    | Croatie   | 4 | 3 | 0 | 1 | 105 | 36  | +69  | 10  |
| 3    | Ukraine   | 4 | 2 | 0 | 2 | 54  | 135 | -81  | 8   |
| 4    | Danemark  | 4 | 1 | 0 | 3 | 78  | 188 | -110 | 6   |
| 5    | Allemagne | 4 | 0 | 0 | 4 | 56  | 183 | -127 | 4   |

### Matchs joués
| 18 septembre 1999 | Russie | 71 – 5 | Ukraine | Krasnoïarsk Arbitre : Gastou |
| 18 septembre 1999 |        |        |         | Krasnoïarsk Arbitre : Gastou |
| 18 septembre 1999 |        |        |         | Krasnoïarsk Arbitre : Gastou |

| 24 octobre 1999 | Danemark | 19 – 23 | Ukraine | Aalborg Arbitre : Levi Quiterio |
| 24 octobre 1999 |          |         |         | Aalborg Arbitre : Levi Quiterio |
| 24 octobre 1999 |          |         |         | Aalborg Arbitre : Levi Quiterio |

| 13 novembre 1999 | Croatie | 42 – 13 | Danemark | Makarska Arbitre : Gabbei |
| 13 novembre 1999 |         |         |          | Makarska Arbitre : Gabbei |
| 13 novembre 1999 |         |         |          | Makarska Arbitre : Gabbei |

| 2 avril 2000 | Ukraine | 20 – 17 | Allemagne | Odessa Arbitre : De Santis |
| 2 avril 2000 |         |         |           | Odessa Arbitre : De Santis |
| 2 avril 2000 |         |         |           | Odessa Arbitre : De Santis |

| 16 avril 2000 | Russie | 89 – 6 | Allemagne | Krasnodar Arbitre : De Ruiter |
| 16 avril 2000 |        |        |           | Krasnodar Arbitre : De Ruiter |
| 16 avril 2000 |        |        |           | Krasnodar Arbitre : De Ruiter |

| 1er mai 2000 | Allemagne | 11 - 38 | Croatie | Rottweil Arbitre : Mendes Silva |
| 1er mai 2000 |           |         |         | Rottweil Arbitre : Mendes Silva |
| 1er mai 2000 |           |         |         | Rottweil Arbitre : Mendes Silva |

| 7 mai 2000 | Allemagne | 19 - 39 | Danemark | Varel Arbitre : Parachivescu |
| 7 mai 2000 |           |         |          | Varel Arbitre : Parachivescu |
| 7 mai 2000 |           |         |          | Varel Arbitre : Parachivescu |

| 13 mai 2000 | Danemark | 7 - 104 | Russie | Copenhague Arbitre : ? |
| 13 mai 2000 |          |         |        | Copenhague Arbitre : ? |
| 13 mai 2000 |          |         |        | Copenhague Arbitre : ? |

| 14 mai 2000 | Croatie | 25 - 9 | Ukraine | Makarska Arbitre : Parachivescu |
| 14 mai 2000 |         |        |         | Makarska Arbitre : Parachivescu |
| 14 mai 2000 |         |        |         | Makarska Arbitre : Parachivescu |

| 21 mai 2000 | Russie | Forfait Croatie | Croatie | Krasnoïarsk Arbitre : Lombardi |
| 21 mai 2000 |        |                 |         | Krasnoïarsk Arbitre : Lombardi |
| 21 mai 2000 |        |                 |         | Krasnoïarsk Arbitre : Lombardi |

## Division C

### Classement
| Rang | Pays               | J | V | N | D | Pm  | Pe  | Diff | Pts |
| ---- | ------------------ | - | - | - | - | --- | --- | ---- | --- |
| 1    | République tchèque | 4 | 4 | 0 | 0 | 119 | 73  | +46  | 12  |
| 2    | Pologne            | 4 | 3 | 0 | 1 | 112 | 69  | +43  | 10  |
| 3    | Lettonie           | 4 | 1 | 0 | 3 | 47  | 60  | -13  | 6   |
| 4    | Suisse             | 4 | 1 | 0 | 3 | 72  | 91  | -19  | 6   |
| 5    | Belgique           | 4 | 1 | 0 | 3 | 65  | 122 | -57  | 6   |

### Matchs joués
| 16 octobre 1999 | Belgique | 14 - 43 | Pologne | Bruxelles Arbitre : De Santis |
| 16 octobre 1999 |          |         |         | Bruxelles Arbitre : De Santis |
| 16 octobre 1999 |          |         |         | Bruxelles Arbitre : De Santis |

| 16 octobre 1999 | Suisse | 18 – 22 | République tchèque | Nyon Arbitre : De Ruiter |
| 16 octobre 1999 |        |         |                    | Nyon Arbitre : De Ruiter |
| 16 octobre 1999 |        |         |                    | Nyon Arbitre : De Ruiter |

| 13 novembre 1999 | Suisse | 10 – 5 | Lettonie | Genève Arbitre : Erraji |
| 13 novembre 1999 |        |        |          | Genève Arbitre : Erraji |
| 13 novembre 1999 |        |        |          | Genève Arbitre : Erraji |

| 4 mars 2000 | Belgique | 18 – 11 | Suisse | Bruxelles Arbitre : Atorrasagasti |
| 4 mars 2000 |          |         |        | Bruxelles Arbitre : Atorrasagasti |
| 4 mars 2000 |          |         |        | Bruxelles Arbitre : Atorrasagasti |

| 1er avril 2000 | Pologne | 15 – 8 | Suisse | Sopot Arbitre : Bender |
| 1er avril 2000 |         |        |        | Sopot Arbitre : Bender |
| 1er avril 2000 |         |        |        | Sopot Arbitre : Bender |

| 13 mai 2000 | Lettonie | 40 - 10 | Belgique | Riga Arbitre : Gordin |
| 13 mai 2000 |          |         |          | Riga Arbitre : Gordin |
| 13 mai 2000 |          |         |          | Riga Arbitre : Gordin |

| 15 avril 2000 | République tchèque | 28 - 23 | Belgique | Prague Arbitre : Bouchet |
| 15 avril 2000 |                    |         |          | Prague Arbitre : Bouchet |
| 15 avril 2000 |                    |         |          | Prague Arbitre : Bouchet |

| 2 octobre 2000 | Pologne | 41 - 8 | Lettonie | Gdańsk Arbitre : Mallon |
| 2 octobre 2000 |         |        |          | Gdańsk Arbitre : Mallon |
| 2 octobre 2000 |         |        |          | Gdańsk Arbitre : Mallon |

| 7 mai 2000 | Lettonie | 19 - 30 | République tchèque | Riga Arbitre : Lucas |
| 7 mai 2000 |          |         |                    | Riga Arbitre : Lucas |
| 7 mai 2000 |          |         |                    | Riga Arbitre : Lucas |

| 20 mai 2000 | République tchèque | 39 – 13 | Pologne | Prague Arbitre : Levi Quiterio |
| 20 mai 2000 |                    |         |         | Prague Arbitre : Levi Quiterio |
| 20 mai 2000 |                    |         |         | Prague Arbitre : Levi Quiterio |

## Division D

### Division D1

#### Classement
| Rang | Pays     | J | V | N | D | Pm | Pe | Diff | Pts |
| ---- | -------- | - | - | - | - | -- | -- | ---- | --- |
| 1    | Slovénie | 4 | 4 | 0 | 0 | 93 | 21 | +72  | 12  |
| 2    | Andorre  | 4 | 3 | 0 | 1 | 70 | 48 | +22  | 10  |
| 3    | Monaco   | 4 | 1 | 0 | 3 | 40 | 56 | -16  | 6   |
| 4    | Hongrie  | 4 | 1 | 0 | 3 | 68 | 99 | -31  | 6   |
| 5    | Autriche | 4 | 1 | 0 | 3 | 51 | 98 | -47  | 6   |

#### Matchs joués
| 16 octobre 1999 | Hongrie | 3 - 27 | Slovénie | Arbitre : Stancu |
| 16 octobre 1999 |         |        |          | Arbitre : Stancu |
| 16 octobre 1999 |         |        |          | Arbitre : Stancu |

| 25 mars 2000 | Autriche | 9 - 5 | Monaco | Vienne Arbitre : Bouchmel |
| 25 mars 2000 |          |       |        | Vienne Arbitre : Bouchmel |
| 25 mars 2000 |          |       |        | Vienne Arbitre : Bouchmel |

| 30 octobre 1999 | Slovénie | 16 – 3 | Andorre | Ljubljana Arbitre : De Beck |
| 30 octobre 1999 |          |        |         | Ljubljana Arbitre : De Beck |
| 30 octobre 1999 |          |        |         | Ljubljana Arbitre : De Beck |

| 6 novembre 1999 | Monaco | 22 – 7 | Hongrie | Menton Arbitre : Gustafsson |
| 6 novembre 1999 |        |        |         | Menton Arbitre : Gustafsson |
| 6 novembre 1999 |        |        |         | Menton Arbitre : Gustafsson |

| 5 février 2000 | Monaco | 10 - 14 | Andorre | Menton Arbitre : Mendes Silva |
| 5 février 2000 |        |         |         | Menton Arbitre : Mendes Silva |
| 5 février 2000 |        |         |         | Menton Arbitre : Mendes Silva |

| 26 février 2000 | Andorre | 32 - 10 | Hongrie | Andorre-la-Vieille Arbitre : Bouchmel |
| 26 février 2000 |         |         |         | Andorre-la-Vieille Arbitre : Bouchmel |
| 26 février 2000 |         |         |         | Andorre-la-Vieille Arbitre : Bouchmel |

| 1er avril 2000 | Autriche | 12 - 24 | Slovénie | Graz Arbitre : De Ruiter |
| 1er avril 2000 |          |         |          | Graz Arbitre : De Ruiter |
| 1er avril 2000 |          |         |          | Graz Arbitre : De Ruiter |

| 15 avril 2000 | Slovénie | 26 - 3 | Monaco | Ljubljana Arbitre : Jeannot |
| 15 avril 2000 |          |        |        | Ljubljana Arbitre : Jeannot |
| 15 avril 2000 |          |        |        | Ljubljana Arbitre : Jeannot |

| 29 avril 2000 | Hongrie | 48 - 18 | Autriche | Esztergom Arbitre : Chicciu |
| 29 avril 2000 |         |         |          | Esztergom Arbitre : Chicciu |
| 29 avril 2000 |         |         |          | Esztergom Arbitre : Chicciu |

| 13 mai 2000 | Andorre | 21 – 12 | Autriche | Andorre-la-Vieille Arbitre : Assu |
| 13 mai 2000 |         |         |          | Andorre-la-Vieille Arbitre : Assu |
| 13 mai 2000 |         |         |          | Andorre-la-Vieille Arbitre : Assu |

### Division D2

#### Classement
| Rang | Pays                 | J | V | N | D | Pm | Pe  | Diff | Pts |
| ---- | -------------------- | - | - | - | - | -- | --- | ---- | --- |
| 1    | Serbie et Monténégro | 3 | 3 | 0 | 0 | 67 | 12  | +55  | 9   |
| 2    | Moldavie             | 3 | 2 | 0 | 1 | 62 | 43  | +19  | 7   |
| 3    | Israël               | 3 | 1 | 0 | 2 | 54 | 53  | +1   | 5   |
| 4    | Bulgarie             | 3 | 0 | 0 | 3 | 34 | 109 | -75  | 3   |
| 5    | Bosnie-Herzégovine   | 0 | 0 | 0 | 0 | 0  | 0   | 0    | 0   |

#### Matchs joués
| 30 octobre 1999 | Bosnie-Herzégovine | Forfait Bosnie | Moldavie |  |
| 30 octobre 1999 |                    |                |          |  |
| 30 octobre 1999 |                    |                |          |  |

| 2 avril 2000 | Serbie et Monténégro | 17 - 3 | Moldavie | Belgrade Arbitre : Steigerwald |
| 2 avril 2000 |                      |        |          | Belgrade Arbitre : Steigerwald |
| 2 avril 2000 |                      |        |          | Belgrade Arbitre : Steigerwald |

| 2 avril 2000 | Bulgarie | Forfait Bosnie | Bosnie-Herzégovine |  |
| 2 avril 2000 |          |                |                    |  |
| 2 avril 2000 |          |                |                    |  |

| 16 avril 2000 | Serbie et Monténégro | Forfait Bosnie | Bosnie-Herzégovine | Arbitre : Piotrovicz |
| 16 avril 2000 |                      |                |                    | Arbitre : Piotrovicz |
| 16 avril 2000 |                      |                |                    | Arbitre : Piotrovicz |

| 30 avril 2000 | Moldavie | 20 - 14 | Israël | Chișinău Arbitre : Cherbetian |
| 30 avril 2000 |          |         |        | Chișinău Arbitre : Cherbetian |
| 30 avril 2000 |          |         |        | Chișinău Arbitre : Cherbetian |

| 30 avril 2000 | Bulgarie | 6 - 33 | Serbie et Monténégro | Pernik Arbitre : Tuma |
| 30 avril 2000 |          |        |                      | Pernik Arbitre : Tuma |
| 30 avril 2000 |          |        |                      | Pernik Arbitre : Tuma |

| 7 mai 2000 | Moldavie | 39 - 12 | Bulgarie | Chișinău Arbitre : Vives |
| 7 mai 2000 |          |         |          | Chișinău Arbitre : Vives |
| 7 mai 2000 |          |         |          | Chișinău Arbitre : Vives |

| 14 mai 2000 | Israël | 3 - 17 | Serbie et Monténégro | Herzliya Arbitre : Riviere |
| 14 mai 2000 |        |        |                      | Herzliya Arbitre : Riviere |
| 14 mai 2000 |        |        |                      | Herzliya Arbitre : Riviere |

| 21 mai 2000 | Israël | 37 - 16 | Bulgarie | Herzliya Arbitre : De Santis |
| 21 mai 2000 |        |         |          | Herzliya Arbitre : De Santis |
| 21 mai 2000 |        |         |          | Herzliya Arbitre : De Santis |

| 4 juin 2000 | Bosnie-Herzégovine | Forfait Bosnie | Israël |  |
| 4 juin 2000 |                    |                |        |  |
| 4 juin 2000 |                    |                |        |  |

### Division D3

#### Classement
| Rang | Pays       | J | V | N | D | Pm  | Pe  | Diff | Pts |
| ---- | ---------- | - | - | - | - | --- | --- | ---- | --- |
| 1    | Suède      | 3 | 3 | 0 | 0 | 131 | 8   | +123 | 9   |
| 2    | Luxembourg | 3 | 2 | 0 | 1 | 126 | 52  | +74  | 7   |
| 3    | Lituanie   | 2 | 1 | 0 | 1 | 55  | 54  | +1   | 4   |
| 4    | Norvège    | 3 | 0 | 0 | 3 | 20  | 218 | -198 | 3   |

#### Matchs joués
| 3 juin 2000 | Norvège | 8 - 49 | Lituanie | Oslo Arbitre : Juega |
| 3 juin 2000 |         |        |          | Oslo Arbitre : Juega |
| 3 juin 2000 |         |        |          | Oslo Arbitre : Juega |

| 29 avril 2000 | Suède | 91 - 0 | Norvège | Vänersborg Arbitre : Gabbei |
| 29 avril 2000 |       |        |         | Vänersborg Arbitre : Gabbei |
| 29 avril 2000 |       |        |         | Vänersborg Arbitre : Gabbei |

| 23 octobre 1999 | Suède | 34 – 8 | Luxembourg | Lund Arbitre : Meersman |
| 23 octobre 1999 |       |        |            | Lund Arbitre : Meersman |
| 23 octobre 1999 |       |        |            | Lund Arbitre : Meersman |

| 15 avril 2000 | Luxembourg | 78 – 12 | Norvège | Cessange Arbitre : Erradji |
| 15 avril 2000 |            |         |         | Cessange Arbitre : Erradji |
| 15 avril 2000 |            |         |         | Cessange Arbitre : Erradji |

| 13 mai 2000 | Luxembourg | 40 - 6 | Lituanie | Cessange Arbitre : Burazin |
| 13 mai 2000 |            |        |          | Cessange Arbitre : Burazin |
| 13 mai 2000 |            |        |          | Cessange Arbitre : Burazin |

| 10 juin 2000 | Lituanie | Forfait Lituanie | Suède |  |
| 10 juin 2000 |          |                  |       |  |
| 10 juin 2000 |          |                  |       |  |